# جيم فرينش (كاتب)
جيم فرينش (بالإنجليزية: Jim French)‏ هو منتج أفلام ومصور وكاتب ومؤلف أمريكي، ولد في 14 يوليو 1932 في الولايات المتحدة، وتوفي في 16 يونيو 2017 في بالم سبرينغس في الولايات المتحدة.

## وصلات خارجية
- جيم فرينش على موقع IMDb (الإنجليزية)
- جيم فرينش على موقع ديسكوغز (الإنجليزية)
- جيم فرينش على موقع قاعدة بيانات الفيلم (الإنجليزية)